# Бой под Галашками (2002)
Рейд на Ингушетию — эпизод Второй чеченской войны, бой у ингушского села Галашки. Около 300 чеченских боевиков под командованием Руслана Гелаева вторглись 23 сентября 2002 года с территории Грузии на территорию Ингушетии с целью дальнейшего прохода в Чечню. Одно из подразделений боевиков под командованием Абдул-Малика Межидова 25 сентября вступило в бой с российскими войсками около ингушского села Галашки, сбив из ПЗРК «Игла» один вертолёт Ми-24, подбив из гранатомётов два БТРа и убив 12 солдат и офицеров федеральных войск. Российскими войсками активно использовались артиллерия, авиация, бронетехника. Было уничтожено 76 боевиков, несколько взяты в плен. Боевики, распавшись на мобильные отряды, скрылись на территории Чечни.

## Российская сторона

Командир чеченских войск дивизионный генерал Руслан Гелаев

Бой с боевиками вели части 19-й мотострелковой дивизии и разведки 58-й общевойсковой армии под общим командованием генерал-лейтенанта Валерия Герасимова. Кроме них в боевых действиях с чеченскими боевиками приняли участие милиционеры Сунженского РОВД и российские пограничники.